# Cầu lông tại Đại hội Thể thao Đông Nam Á 1987
Cầu lông tại Đại hội Thể thao Đông Nam Á năm 1987 được tổ chức từ ngày 10 đến 19 tháng 9 tại Kuningan Hall, Jakarta, Indonesia. Các vận động viên tranh tài ở năm nội dung cá nhân – đơn nam, đơn nữ, đôi nam, đôi nữ, đôi nam nữ – cùng hai nội dung đồng đội nam và nữ, thu hút sự tham gia của 8 quốc gia.
Ở nội dung cá nhân và đôi, các vận động viên Indonesia áp đảo khi giành HCV cả nam và nữ. Nội dung đồng đội chứng kiến sự thống trị của đội cầu lông nam và nữ Indonesia, lần lượt đánh bại Malaysia và Thái Lan để giành huy chương vàng, trong khi Singapore, Malaysia và Philippines chia đều huy chương đồng . Thành tích này giúp Indonesia khẳng định vị thế hàng đầu ở cầu lông Đông Nam Á, đóng góp quan trọng vào vị trí dẫn đầu toàn đoàn của nước chủ nhà tại SEA Games 1987.

## Tóm tắt kết quả
| Nội dung     | Vàng | Bạc | Đồng |
| ------------ | --- | --- | --- |
| Đơn nam      | Icuk Sugiarto · Indonesia | Eddy Kurniawan · Indonesia | Misbun Sidek · Malaysia |
| Đơn nam      | Icuk Sugiarto · Indonesia | Eddy Kurniawan · Indonesia | Foo Kok Keong · Malaysia |
| Đơn nữ       | Elizabeth Latief · Indonesia | Susi Susanti · Indonesia | Somharuthai Jaroensiri · Thái Lan |
| Đơn nữ       | Elizabeth Latief · Indonesia | Susi Susanti · Indonesia | Ladawan Mulasartsatorn · Thái Lan |
|              | | | |
| Đôi nam      | Liem Swie King · Eddy Hartono · Indonesia | Sawei Chanseorasmee · Sakrapee Thongsari · Thái Lan | Bobby Ertanto · Rudy Heryanto · Indonesia |
| Đôi nam      | Liem Swie King · Eddy Hartono · Indonesia | Sawei Chanseorasmee · Sakrapee Thongsari · Thái Lan | Ong Ewe Chye · Rahman Sidek · Malaysia |
| Đôi nữ       | Rosiana Tendean · Verawaty Fadjrin · Indonesia | Yanti Kusmiati · Erma Sulistianingsih · Indonesia | Ladawan Mulasartsatorn · Piyathip Sansaniyakulvilai · Thái Lan                                                                                                   |
| Đôi nữ       | Rosiana Tendean · Verawaty Fadjrin · Indonesia | Yanti Kusmiati · Erma Sulistianingsih · Indonesia | Phanwad Jinasuyanont · Amporn Kaipituk · Thái Lan |
| Đôi nam nữ   | Eddy Hartono · Verawaty Fadjrin · Indonesia | Richard Mainaky · Yanti Kusmiati · Indonesia | Sawei Chanseorasmee · Amporn Kaipituk · Thái Lan |
| Đôi nam nữ   | Eddy Hartono · Verawaty Fadjrin · Indonesia | Richard Mainaky · Yanti Kusmiati · Indonesia | Surachai Makkasasithorn · Sasithorn Maneeratanaporn · Thái Lan                                                                                                   |
|              | | | |
| Đồng đội nam | Indonesia · Bobby Ertanto · Eddy Hartono · Rudy Heryanto · Eddy Kurniawan · Alan Budikusuma · Liem Swie King · Icuk Sugiarto · Richard Mainaky                        | Malaysia · Cheah Soon Kit · Foo Kok Keong · Kwan Yoke Meng · Ong Ewe Chye · Misbun Sidek · Rahman Sidek · Rashid Sidek · Wong Tat Meng                                             | Thái Lan · Sawei Chanseorasmee · Sompol Kukasemkij · Surachai Makkasasithorn · Komachan Promsarin · Siripong Siripool · Sakrapee Thongsari · Kasemsak Chatujinda |
| Đồng đội nam | Indonesia · Bobby Ertanto · Eddy Hartono · Rudy Heryanto · Eddy Kurniawan · Alan Budikusuma · Liem Swie King · Icuk Sugiarto · Richard Mainaky                        | Malaysia · Cheah Soon Kit · Foo Kok Keong · Kwan Yoke Meng · Ong Ewe Chye · Misbun Sidek · Rahman Sidek · Rashid Sidek · Wong Tat Meng                                             | Philippines · Jessie Alonzo · Salvador Banquiles · Antonio Mance Jr. · Anthony Ave                                                                               |
| Đồng đội nữ  | Indonesia · Yanti Kusmiati · Elizabeth Latief · Erma Sulistianingsih · Susi Susanti · Sarwendah Kusumawardhani · Lilik Sudarwati · Rosiana Tendean · Verawaty Fadjrin | Thái Lan · Ladawan Mulasartsatorn · Piyathip Sansaniyakulvilai · Somharuthai Jaroensiri · Sasithorn Maneeratanaporn · Amporn Kaipituk · Phanwad Jinasuyanont · Vilailak Sattayapun | Malaysia · Leong Chai Lean · Kok Chan Fong · Tan Mei Chuan · Tan Sui Hoon · Lim Siew Choon                                                                       |

## Kết quả

### Đơn nam
|  | Bán kết        | Bán kết        | Bán kết        | Bán kết        | Bán kết |               |               | Chung kết | Chung kết | Chung kết | Chung kết | Chung kết |  |
|  |                |                |                |                |         |               |               |           |           |           |           |           |  |
|  | Icuk Sugiarto  | Icuk Sugiarto  | 15             | 15             |         |               |               |           |           |           |           |           |  |
|  | Icuk Sugiarto  | Icuk Sugiarto  | 15             | 15             |         |               |               |           |           |           |           |           |  |
|  | Foo Kok Keong  | Foo Kok Keong  | 6              | 4              |         |               |               |           |           |           |           |           |  |
|  | Foo Kok Keong  | Foo Kok Keong  | 6              | 4              |         | Icuk Sugiarto | Icuk Sugiarto | 15        | 0         | 15        |           |           |  |
|  |                |                |                |                |         | Icuk Sugiarto | Icuk Sugiarto | 15        | 0         | 15        |           |           |  |
|  |                |                | Eddy Kurniawan | Eddy Kurniawan | 13      | 15            | 9             |           |           |           |           |           |  |
|  | Misbun Sidek   | Misbun Sidek   | Eddy Kurniawan | Eddy Kurniawan | 13      | 15            | 9             | 5         | 8         |           |           |           |  |
|  | Misbun Sidek   | Misbun Sidek   |                |                |         |               |               |           |           |           |           |           |  |
|  | Eddy Kurniawan | Eddy Kurniawan | 15             | 15             |         |               |               |           |           |           |           |           |  |

### Đơn nữ
|  | Bán kết                | Bán kết                | Bán kết      | Bán kết      | Bán kết |                  |                  | Chung kết | Chung kết | Chung kết | Chung kết | Chung kết |  |
|  |                        |                        |              |              |         |                  |                  |           |           |           |           |           |  |
|  | Elizabeth Latief       | Elizabeth Latief       | 11           | 11           |         |                  |                  |           |           |           |           |           |  |
|  | Elizabeth Latief       | Elizabeth Latief       | 11           | 11           |         |                  |                  |           |           |           |           |           |  |
|  | Somharuthai Jaroensiri | Somharuthai Jaroensiri | 8            | 8            |         |                  |                  |           |           |           |           |           |  |
|  | Somharuthai Jaroensiri | Somharuthai Jaroensiri | 8            | 8            |         | Elizabeth Latief | Elizabeth Latief | 11        | 11        |           |           |           |  |
|  |                        |                        |              |              |         | Elizabeth Latief | Elizabeth Latief | 11        | 11        |           |           |           |  |
|  |                        |                        | Susi Susanti | Susi Susanti | 5       | 9                |                  |           |           |           |           |           |  |
|  | Ladawan Mulasartsatorn | Ladawan Mulasartsatorn | Susi Susanti | Susi Susanti | 5       | 9                | 3                | 4         |           |           |           |           |  |
|  | Ladawan Mulasartsatorn | Ladawan Mulasartsatorn |              |              |         |                  |                  |           |           |           |           |           |  |
|  | Susi Susanti           | Susi Susanti           | 11           | 11           |         |                  |                  |           |           |           |           |           |  |

### Đôi nam
|  | Bán kết                                | Bán kết                                | Bán kết                                | Bán kết                                | Bán kết |                             |                             | Chung kết | Chung kết | Chung kết | Chung kết | Chung kết |  |
|  |                                        |                                        |                                        |                                        |         |                             |                             |           |           |           |           |           |  |
|  | Liem Swie King Eddy Hartono            | Liem Swie King Eddy Hartono            | 18                                     | 15                                     |         |                             |                             |           |           |           |           |           |  |
|  | Liem Swie King Eddy Hartono            | Liem Swie King Eddy Hartono            | 18                                     | 15                                     |         |                             |                             |           |           |           |           |           |  |
|  | Rahman Sidek Ong Ewe Chye              | Rahman Sidek Ong Ewe Chye              | 15                                     | 4                                      |         |                             |                             |           |           |           |           |           |  |
|  | Rahman Sidek Ong Ewe Chye              | Rahman Sidek Ong Ewe Chye              | 15                                     | 4                                      |         | Liem Swie King Eddy Hartono | Liem Swie King Eddy Hartono | 17        | 15        |           |           |           |  |
|  |                                        |                                        |                                        |                                        |         | Liem Swie King Eddy Hartono | Liem Swie King Eddy Hartono | 17        | 15        |           |           |           |  |
|  |                                        |                                        | Sawei Chanseorasmee Sakrapee Thongsari | Sawei Chanseorasmee Sakrapee Thongsari | 14      | 9                           |                             |           |           |           |           |           |  |
|  | Sawei Chanseorasmee Sakrapee Thongsari | Sawei Chanseorasmee Sakrapee Thongsari | Sawei Chanseorasmee Sakrapee Thongsari | Sawei Chanseorasmee Sakrapee Thongsari | 14      | 9                           | 15                          | 15        |           |           |           |           |  |
|  | Sawei Chanseorasmee Sakrapee Thongsari | Sawei Chanseorasmee Sakrapee Thongsari |                                        |                                        |         |                             |                             |           |           |           |           |           |  |
|  | Rudy Heryanto Bobby Ertanto            | Rudy Heryanto Bobby Ertanto            | 13                                     | 7                                      |         |                             |                             |           |           |           |           |           |  |

### Đôi nữ
|  | Bán kết                                           | Bán kết                                           | Bán kết                             | Bán kết                             | Bán kết |                                  |                                  | Chung kết | Chung kết | Chung kết | Chung kết | Chung kết |  |
|  |                                                   |                                                   |                                     |                                     |         |                                  |                                  |           |           |           |           |           |  |
|  | Verawaty Fadjrin Rosiana Tendean                  | Verawaty Fadjrin Rosiana Tendean                  | 15                                  | 15                                  |         |                                  |                                  |           |           |           |           |           |  |
|  | Verawaty Fadjrin Rosiana Tendean                  | Verawaty Fadjrin Rosiana Tendean                  | 15                                  | 15                                  |         |                                  |                                  |           |           |           |           |           |  |
|  | Ladawan Mulasartsatorn Piyathip Sansaniyakulvilai | Ladawan Mulasartsatorn Piyathip Sansaniyakulvilai | 7                                   | 2                                   |         |                                  |                                  |           |           |           |           |           |  |
|  | Ladawan Mulasartsatorn Piyathip Sansaniyakulvilai | Ladawan Mulasartsatorn Piyathip Sansaniyakulvilai | 7                                   | 2                                   |         | Verawaty Fadjrin Rosiana Tendean | Verawaty Fadjrin Rosiana Tendean | 17        | 15        | 15        |           |           |  |
|  |                                                   |                                                   |                                     |                                     |         | Verawaty Fadjrin Rosiana Tendean | Verawaty Fadjrin Rosiana Tendean | 17        | 15        | 15        |           |           |  |
|  |                                                   |                                                   | Yanti Kusmiati Erma Sulistianingsih | Yanti Kusmiati Erma Sulistianingsih | 14      | 17                               | 10                               |           |           |           |           |           |  |
|  | Amporn Kaipituk Phanwad Jinasuyanont              | Amporn Kaipituk Phanwad Jinasuyanont              | Yanti Kusmiati Erma Sulistianingsih | Yanti Kusmiati Erma Sulistianingsih | 14      | 17                               | 10                               | 2         | 5         |           |           |           |  |
|  | Amporn Kaipituk Phanwad Jinasuyanont              | Amporn Kaipituk Phanwad Jinasuyanont              |                                     |                                     |         |                                  |                                  |           |           |           |           |           |  |
|  | Yanti Kusmiati Erma Sulistianingsih               | Yanti Kusmiati Erma Sulistianingsih               | 15                                  | 15                                  |         |                                  |                                  |           |           |           |           |           |  |

| Nội dung   | Vô địch                         | Á quân                           | Tỷ số       |
| ---------- | ------------------------------- | -------------------------------- | ----------- |
| Đôi nam nữ | Eddy Hartono & Verawaty Fadjrin | Richard Mainaky & Yanti Kusmiati | 15–9, 17–14 |

## Bảng huy chương
| Hạng               | Đoàn               | Vàng | Bạc | Đồng | Tổng số |
| ------------------ | ------------------ | ---- | --- | ---- | ------- |
| 1                  | Indonesia (INA)    | 7    | 4   | 1    | 12      |
| 2                  | Thái Lan (THA)     | 0    | 2   | 2    | 4       |
| 3                  | Malaysia (MAS)     | 0    | 1   | 4    | 5       |
| 4                  | Philippines (PHI)  | 0    | 0   | 1    | 1       |
| Tổng số (4 đơn vị) | Tổng số (4 đơn vị) | 7    | 7   | 8    | 22      |